# Mohammed Osman
Mohammed „Mo“ Osman (arabisch محمد عثمان, DMG Muḥammad ʿUṯmān; * 1. Januar 1994 in Qamischli) ist ein syrischer Fußballspieler. Der Mittelfeldspieler besitzt auch die niederländische Staatsbürgerschaft, lief für Juniorenauswahlen des Landes auf, ist nun aber seit Oktober 2018 für die syrische Nationalmannschaft aktiv.

## Karriere

### Verein
Der im nordsyrischen Qamischli geborene Mohammed Osman emigrierte als Dreijähriger mit seiner Familie in die Niederlande, wo sie sich in Duiven niederließen. Dort begann er seine fußballerische Ausbildung in der Jugend des lokalen Vereins DVV Duiven, bevor er sich im Jahr 2008 der Nachwuchsabteilung von Vitesse Arnheim anschloss. In der Saison 2012/13 spielte er erstmals für die U21-Mannschaft des Ehrendivisionärs in der Beloften Eredivisie, einer Liga, in der ausschließlich die Zweitvertretungen von Vereinen spielen. Seinen ersten Profivertrag bei Vitas unterzeichnete er 5. Juli 2013. In den nächsten beiden Jahren spielte er nur in der Reserve.
Am 22. Mai 2015 unterzeichnete er ein neues Arbeitspapier und wurde in die erste Mannschaft befördert. In der höchsten niederländischen Spielklasse debütierte er am 14. August 2015 (2. Spieltag) beim 3:0-Heimsieg gegen die Roda JC Kerkrade, als er in der 81. Spielminute für Marvelous Nakamba eingewechselt wurde. Dieser Einsatz blieb sein einziger für die erste Mannschaft in dieser Spielzeit 2015/16. Die Reservemannschaft begann in der darauffolgenden Spielzeit 2016/17 in der drittklassigen Tweede Divisie und damit im Profibereich zu spielen, wo der inzwischen 22-jährige Osman nun überwiegend zum Einsatz kam. Für diese Auswahl bestritt er 27 Ligaspiele, in denen ihm acht Tore und sieben Vorlagen gelangen. Parallel dazu kam er für die Herren hingegen nur zu drei Kurzeinsätzen. Am 31. August 2017 wurde sein Vertrag bei Vitesse Arnheim in gegenseitigem Einvernehmen aufgelöst.
Am 11. September 2017 unterzeichnete er einen Vertrag beim Zweitligisten Telstar 1963. Sein Debüt gab er am 12. September 2017 (4. Spieltag) beim 2:2-Unentschieden gegen die Reservemannschaft von AZ Alkmaar. Sein erstes Ligator gelang ihm am 13. Oktober (9. Spieltag) beim 3:0-Heimsieg gegen den FC Dordrecht. Bei den Witte Leeuwen etablierte er sich rasch als unumstrittene Stammkraft im Mittelfeld. und mit regelmäßigen Torbeteiligungen, unter anderem zwei Treffer und eine Vorlage beim 3:1-Heimsieg gegen die Go Ahead Eagles Deventer am 3. November (12. Spieltag), spielte er sich in den Fokus größerer Vereine. In 19 Ligaspielen für Telstar konnte er sieben Torerfolge und neun Assists verbuchen.
Am 30. Januar 2018 verständigten sich Telstar 1943 und der Ehrendivisionär Heracles Almelo auf einen Transfer von Mohammed Osman, wo er mit einem Zweieinhalbjahresvertrag ausgestattet wurde. Sein erstes Ligaspiel absolvierte er am 10. Februar (23. Spieltag) beim 1:0-Heimsieg gegen Willem II Tilburg, als er in der 64. Spielminute für Reuven Niemeijer eingetauscht wurde. In der verbleibenden Spielzeit 2017/18 kam er nur unregelmäßig in fünf Ligaspielen zum Einsatz.
Der Sprung zum Stammspieler gelang ihm in der nächsten Saison 2018/19. Sein erstes Tor in der Eredivisie erzielte er am 2. September 2018 (4. Spieltag) beim 3:2-Heimsieg gegen AZ Alkmaar. In dieser Spielzeit gelangen ihm in 31 Ligaeinsätzen fünf Tore und drei Vorlagen. Aufgrund eines Muskelrisses verpasste er in der darauffolgenden Saison 2019/20 drei Monate und machte in der aufgrund der COVID-19-Pandemie verkürzten Ligameisterschaft nur 13 Ligaeinsätze, in denen er drei Treffer vorbereiten konnte.
Nach seinem Vertragsende bei Heracles Almelo, schloss er sich am 1. September 2020 dem katarischen Erstligisten al-Kharitiyath SC an, wo er einen Zweijahresvertrag unterzeichnete. Sein erstes Spiel bestritt er zwei Tage später (1. Spieltag) bei der 1:5-Heimniederlage gegen den al-Sadd SC. Weitere vier Tage später markierte er beim 2:1-Heimsieg gegen den Qatar SC seinen ersten Treffer. Bei al-Kharitiyath SC stand er September 2021 unter Vertrag. Für al-Kharitiyath SC absolvierte er 21 Ligaspiele und schoss dabei drei Tore. Im September 2021 ging er wieder in die Niederlande. Hier schloss er sich bis Anfang Januar 2022 Sparta Rotterdam an. Für den Verein aus Rotterdam absolvierte er zwölf Spiele in der ersten Liga, der Eredivisie. Vom 11. Januar 2022 bis Juni 2022 war er vertrags- und vereinslos.
Im Juli 2022 zog es ihn nach Thailand. Hier unterschrieb er einen Vertrag beim Erstligisten Lamphun Warriors FC. Am 31. Mai 2025 stand er mit den Warriors im Finale des Thai League Cup. Hier traf man im BG Stadium auf Buriram United. Am Ende musste man sich mit 2:0 geschlagen geben.

### Nationalmannschaft
Mohammed Osman spielte in den Jahren 2008 und 2009 für die U15 sowie U16-Auswahl der Niederlande.
Am 11. Oktober 2018 debütierte er jedoch schließlich für die syrische A-Nationalmannschaft, als er beim 1:0-Testspielsieg gegen Bahrain die gesamte Spieldauer über auf dem Platz stand. Im Januar 2019 nahm er mit der Auswahl an der Asienmeisterschaft in den Vereinigten Arabischen Emiraten teil, wo er in allen drei Gruppenspielen zum Einsatz kam.

## Erfolge
Vitesse Arnheim
- Niederländischer Pokalsieger: 2016/17

Lamphun Warriors FC
- Thailändischer Ligapokalfinalist: 2024/25